# Tse Ka Wing
Tse Ka Wing (Hong Kong, 4 de septiembre de 1999) es un futbolista hongkonés que juega en la demarcación de portero para el Tai Po FC de la Liga Premier de Hong Kong.

## Selección nacional
Tras jugar en varias categorías inferiores de la selección, finalmente hizo su debut con la selección absoluta de Hong Kong el 15 de junio de 2023 en un encuentro amistoso contra Vietnam que finalizó con un resultado de 1-0 a favor del combinado vietnamita tras el gol de Quế Ngọc Hải.

## Clubes
| Club                    | País      | Año       | Partidos | Goles |
| ----------------------- | --------- | --------- | -------- | ----- |
| Hong Kong Rangers FC    | Hong Kong | 2017      | 1        | 0     |
| Hong Kong Sapling       | Hong Kong | 2017-2019 | 22       | 0     |
| R&F                     | Hong Kong | 2021-2022 | 4        | 0     |
| Happy Valley AA         | Hong Kong | 2023-2024 | 3        | 0     |
| HK sub-23 Football Team | Hong Kong | 2024      | 0        | 0     |
| Tai Po FC               | Hong Kong | 2024-     | 45       | 0     |